# ドミチェッラ
ドミチェッラ（伊: Domicella）は、イタリア共和国カンパニア州アヴェッリーノ県にある、人口約1,900人の基礎自治体（コムーネ）。

## 地理

### 位置・広がり

#### 隣接コムーネ
隣接するコムーネは以下の通り。括弧内のNAはナポリ県所属を示す。
- カルボナーラ・ディ・ノーラ (NA)
- ラウロ
- リーヴェリ (NA)
- マルツァーノ・ディ・ノーラ
- パーゴ・デル・ヴァッロ・ディ・ラウロ
- パルマ・カンパーニア (NA)